# مورو دورو
مورو دورو (بالإيطالية: Morro d'Oro)‏ هي بلدية في مقاطعة تيرامو في إقليم أبروتسو الإيطالي.

## السكان
في سنة 1861 بلغ عدد السكان 2٬043 نسمة، وتطور العدد ليصل في سنة 2011 لـ 3٬628 نسمة.
يظهر هذا المخطط البياني تطور النمو السكاني لـ مورو دورو